# Палефат
Палефат (грец. Παλαίφατος) — ім'я кількох давньогрецьких авторів. Відповідно до словника Суди, було чотири поета з таким ім'ям: один відноситься до міфічної епохи, а три — до історичної.

## Міфічний Палефат
Син Гермеса й дельфійської жриці, епічний поет . За іншими версіями, він був сином Актея і Бойі, або Іокла (кон'єктура — Діокла) і Метаніри, або Гермеса . Також так називали одного з синів Муз . Написав ряд поем, які не збереглися.

## Письменник Палефат
На думку В. Н. Ярхо, історичний Палефат був тільки один, він був перипатетиком, учнем Арістотеля. Під його ім'ям збереглася невеликий прозовий твір «Про неймовірне».